# فانابورام
فانابورام (بالإنجليزية: Vanapuram)‏ هي منطقة سكنية تقع في الهند في ضاحية تيروفانمالي. يقدر عدد سكانها بـ 6,112 نسمة وترتفع عن سطح البحر 98 متر.